# Antepipona paradeflenda
Antepipona paradeflenda är en stekelart som beskrevs av Gusenleitner 1972. Antepipona paradeflenda ingår i släktet Antepipona och familjen Eumenidae. Inga underarter finns listade i Catalogue of Life.